# Kim Tae-sul
Kim Tae-sul (김태술?; Pusan, 13 agosto 1984) è un ex cestista sudcoreano.

## Carriera
Con la Corea del Sud ha disputato i Campionati mondiali del 2014 e due edizioni dei Campionati asiatici (2013, 2015).